# Magdalena Cifre Cerdà
Magdalena Cifre Cerda (Pollença, 10 de maig de 1880 - ?) va ser la primera batlessa de Mallorca. Entre el gener i el maig de 1933 es va fer càrrec de la batlia del poble de Lloret de Vistalegre.
El 1880 va néixer a Pollença. Va cursar els estudis de magisteri a la Puresa (Palma) i el 1898 es va titular. Un any després, el 1899, es va treure el títol de mestra superior a la Universitat de Barcelona. Magdalena Cifre va treballar com a mestra en diferents pobles de Mallorca. Per exemple entre 1928 i 1929 va ser mestra interina de l'escola elemental de nines de Sóller. Durant la Segona República, en concret el 1932, va ser destinada al poble de Lloret. Va ser en aquesta localitat on es convertí en batlessa el 1933, va estar-hi al capdavant del 25 de gener de 1933 al 10 de maig de 1933. En el seu cas no fou elegida a les urnes, sinó que fou proposada per una comissió gestora. En aquella època algunes dones, sobretot mestres, ocuparen batlies ja que sols podien accedir a aquest lloc funcionaris de l'Estat.